# Barisan Nasional
Die Barisan Nasional (malaiisch für Nationale Front, abgekürzt BN) ist eine politische Koalition aus derzeit vier Parteien in Malaysia.
Die Koalition wurde 1973 von Abdul Razak, dem damaligen Premierministers Malaysias, als Nachfolgeorganisation der Alliance gegründet und hält seitdem ununterbrochen die Mehrheit im malaysischen Parlament.
Der Vorsitzende ist seit 2018 zweimaliger Vizepremierminister Ahmad Zahid Hamidi. Sein Vorgänger an der Spitze der Koalition war der ehemalige Premierminister Najib Razak, der 2022 wegen eines SRC-Skandal verurteilt wurde.
Bei den Parlamentswahlen 2008 büßte die Koalition die wichtige Zweidrittelmehrheit ein, die Verfassungsänderungen zulässt, und bei den Parlamentswahlen 2018 hat die Koalition gegenüber Pakatan Harapan verloren. Bedeutendster politischer Gegner der BN ist die Rechtsaußen-Partei Perikatan Nasional, die von UMNO-Splitterparteien BERSATU und PAS geführt werden. Andere wichtige Gegner sind Pakatan Rakyat und später Pakatan Harapan, welche von Anwar Ibrahim, einem ehemaligen BN-Politiker und ehemaligen Vizepremierminister Malaysias angeführt wird. Trotzdem hat die BN nach ihrem zweiten Verlust bei der Parlamentswahl 2022 wegen einer Regierungskrise die Kandidatur Anwar Ibrahims unterstützt und eine Nationale Einheitsregierung mit GPS, GRS und Warisan gebildet.

## Mitgliedsparteien
Die dominierende Partei der Koalition ist die UMNO, welche die Malaien, die größte ethnische Gruppe Malaysias, repräsentiert. Alle Premierminister Malaysias sind bzw. waren Mitglieder der UMNO, obwohl drei von ihnen ins Amt als Mitglied einer anderen Partei/Koalition (BERSATU und PKR) traten. Weitere wichtige Parteien sind die MCA und die MIC, welche jeweils die Interessen der ethnischen Chinesen und Inder in Malaysia vertreten.
Die Sabah Progressive Party (SAPP), die im 2008 gewählten malaysischen Parlament acht Sitze hält, trat am 17. September 2008 aus der Barisan Nasional aus.
- UMNO United Malays National Organisation
- MCA Malaysian Chinese Association
- MIC Malaysian Indian Congress
- PBRS Parti Bersatu Rakyat Sabah

Mitgliedsparteien im 2010, die seitdem von der Koalition ausgetreten waren:
- GERAKAN Parti Gerakan Rakyat Malaysia (ausgetreten 2018, trat PN im Jahr 2021 bei)
- PBS Parti Bersatu Sabah (ausgetreten 2018, gründet GRS im Jahr 2022)
- LDP Liberal Democratic Party (ausgetreten 2018, trat GRS im Jahr 2023 bei)
- PBB Parti Pesaka Bumiputera Bersatu (ausgetreten 2018, gründet GPS)
- PRS Parti Rakyat Sarawak (ausgetreten 2018, gründet GPS)
- PDP Sarawak Progressive Democratic Party (ausgetreten 2018, gründet GPS)
- SUPP Sarawak United People’s Party (ausgetreten 2018, gründet GPS)
- UPKO United Pasokmomogun Kadazandusun Murut Organisation (ausgetreten 2018, trat PH im Jahr 2021 bei)
- myPPP People Progressive Party (2018 wegen Parteiführungsstreit aufgelöst)